# Hans Alfred Erbe
Hans Alfred Erbe (* 22. August 1823 in Altenburg; † 3. Januar 1895 in New York, USA) war ein sächsischer Jurist und Mitglied der Frankfurter Nationalversammlung.

## Leben
Erbe wurde 1823 als Sohn eines Lehrers geboren und studierte nach dem Besuch des Gymnasiums in Altenburg Rechtswissenschaften an der Universität Jena. Dort wurde er 1842 Mitglied der Burschenschaft auf dem Fürstenkeller. 1844 wurde er zum Dr. iur. promoviert und arbeitete zunächst als Rechtsanwalt in Altenburg und seit 1848 in Berlin. Er war maßgeblich an der Revolution im Herzogtum Altenburg beteiligt und wurde deswegen 1848 polizeilich gesucht. 1849 war er kurzfristig Mitglied der Frankfurter Nationalversammlung (Fraktion Donnersberg) und des Stuttgarter Rumpfparlaments.
Im Mai 1849 wurde er Civilkommissär der Provisorischen Regierung der Rheinpfalz. In Kandel war er für das Land-Commissariat Germersheim verantwortlich. Mit seinem Gehilfen Friedrich Wilhelm Gottschalk aus Freiberg wurde Erbe 1851 in contumaciam zum Tode verurteilt (Anklag-Akte Nr. 114 und 232). Nach dem Aufstand floh Erbe in die Schweiz und ging später nach New York, wo er von 1856 bis 1888 als Rechtsanwalt und Redakteur der Zeitung Demokrat arbeitete.
Erbe war Freimaurer und Meister der Zschokke-Loge Nr. 202. 1884 wurde er Deputy-Großmeister des deutschen Distrikts und Ehrenmitglied der New Yorker Vereinigten Brüderloge.
Seine Schwester war die Dichterin, Frauenrechtlerin und Revolutionärin Adele Erbe.

## Belege
1. ↑  Rudolf H. Böttcher: Die Civilcommissäre, ernannt – „Im Namen des Pfälzischen Volkes!“. In: Die Familienbande der pfälzischen Revolution 1848/1849. Ein Beitrag zur Sozialgeschichte einer bürgerlichen Revolution. Sonderheft des Vereins für Pfälzisch-Rheinische Familienkunde. Band 14. Heft 6. Ludwigshafen am Rhein 1999. S. 293.
2. ↑  Rudolf H. Böttcher: Räuber, Reichstagshyänen und Revolutionszugvögel. In: Die Familienbande der pfälzischen Revolution 1848/1849. Ein Beitrag zur Sozialgeschichte einer bürgerlichen Revolution. Sonderheft des Vereins für Pfälzisch-Rheinische Familienkunde. Band 14. Heft 6. Ludwigshafen am Rhein 1999. S. 297.

| Personendaten    | Personendaten                                                       |
| ---------------- | ------------------------------------------------------------------- |
| NAME             | Erbe, Hans Alfred                                                   |
| KURZBESCHREIBUNG | sächsischer Jurist und Mitglied der Frankfurter Nationalversammlung |
| GEBURTSDATUM     | 22. August 1823                                                     |
| GEBURTSORT       | Altenburg, Herzogtum Sachsen-Altenburg                              |
| STERBEDATUM      | 3. Januar 1895                                                      |
| STERBEORT        | New York, USA                                                       |